# Ливвики
Ли́ввики, каре́лы-ли́ввики (карел. livgilaizet), также оло́нецкие каре́лы — один из трёх крупных субэтносов (помимо людиков и собственно карел) в составе карельского этноса. Также, как и субэтнос людиков (карел. lyydilaizet), существенно отличается по культуре и языку (вплоть до различий в алфавитах) от собственно карел. Ливвики в большинстве своём проживают в Олонецкой Карелии, в восточном и северном Приладожье.

## История и происхождение
Этногенез ливвиков, как собственно и вообще карел, остаётся недостаточно изученным. Общепринятой является точка зрения, что субэтнос сформировался в процессе межэтнического контакта средневековой корелы с весью, вероятно с преобладанием второй компоненты, что и обусловило в конечном итоге своеобразие языка и культуры ливвиков. В ряде источников высказывались версии о прибалтийском происхождении ливвиков, поскольку их название на собственно карельском (карел. livvikoi) практически идентично самоназванию ливов. Возможно, часть ливов в раннем Средневековье мигрировала в Приладожье и смешалась с корелой, сохранив однако память о своей этнической своеобычности. Д. В. Бубрих отмечал, что памятники средневековой материальной культуры свидетельствуют именно о миграции с юга населения, образовавшего вместе с автохтонными карелами субэтнос ливвиков.
Однако первое письменное упоминание о ливвиках предположительно относится ещё к VI веку: в книге Иордана «О происхождении и деяниях гетов» перечислен ряд прибалтийско-финских народов, покорённых предводителем готов Германарихом. Большинство исследователей (Ю. Коскинен, К. Мюлленгофф, В. Томашек и др.) обоснованно считают, что данный список был просто позаимствован Иорданом из не дошедшего до нас итинерария. В этом списке наряду с мерей и мордвой присутствует народ под названием «Thiudos in Aunxis», то есть, согласно Ф. Брауну, «чудь олонецкая» (на большинстве карельских и прибалтийско-финских языков Олонец до настоящего времени называется Aunus, в соответствующем падеже Aunuksis).
Столицей ливвиков со времён раннего Средневековья был город Олонец; дата основания крепости на этом месте достоверно неизвестна, впервые в письменных источниках Олонец упоминается в уставной грамоте новгородского князя Святослава Ольговича, выданной в 1137 году Софийскому собору о изменении сборов в пользу новгородской епархии. Территория ливвиков входила в состав Карельской земли, Обонежской пятины Новгородской земли. Вместе с Новгородской землёй ливвики вошли при Иване III в состав Московского государства, Олонецкая крепость была капитально перестроена в 1649 году. В 1773 году Екатерина Великая учредила Олонецкую область в составе Новгородского наместничества, в которую вошли все земли ливвиков и столицей которой до 1782 года был Олонец.
В Отечественную войну 1812 года прославились олонецкие стрелки — добровольное ополчение карел-ливвиков, сформированное из профессиональных охотников на пушного зверя и сражавшееся подобно егерям в рассыпном строю.
До второй трети XX века значительное количество ливвиков проживало на территории Финляндии, сохраняя свои язык и культуру, однако к настоящему времени по данным финских исследователей они полностью ассимилированы и включены в состав финского этноса.

## Язык
Происхождение ливвиковского языка до настоящего времени достоверно не определено в силу неопределённости и самого происхождения ливвиков; он относится к прибалтийско-финской ветви финно-угорской группы языков и классифицируется как агглютинативный язык. В языке присутствует значительное количество заимствований из архаичного вепсского языка, а также пласт западноприбалтийской лексики, отсутствующий в других карельских языках. Достоверных сведений о возникновении письменности у ливвиков не имеется, в XIX веке она уже существовала на основе кириллицы, в 1930-х годах была введена письменность на основе латиницы.
Устаревший алфавит ливвиковского языка
| A a | B b | Č č | D d | Ǯ ǯ | E e | F f | G g |
| H h | I i | J j | K k | L l | M m | N n | O o |
| P p | R r | S s | Š š | Z z | Ž ž | T t | U u |
| V v | Ü ü | Ä ä | Ö ö | '   |     |     |     |

В составе ливвиковского наречия выделяются следующие диалекты и субдиалекты:
† — мертвые диалекты и говоры
- сямозерский †
- тулемаярвский
- ведлозерский †
- вительский †
- салминский (видлицкий)
- коткатьярвский
- рыпушкальский
- неккульский

В российской лингвистике язык принято считать диалектом карельского языка, в то время как часть финских лингвистов и большинство западных считают его самостоятельным языком.